# Espace germanophone
 (mars 2023).
La mise en forme du texte ne suit pas les recommandations de Wikipédia : il faut le « wikifier ».
Les points d'amélioration suivants sont les cas les plus fréquents. Le détail des points à revoir est peut-être précisé sur la page de discussion.
- Les titres sont pré-formatés par le logiciel. Ils ne sont ni en capitales, ni en gras.
- Le texte ne doit pas être écrit en capitales (les noms de famille non plus), ni en gras, ni en italique, ni en « petit »…
- Le gras n'est utilisé que pour surligner le titre de l'article dans l'introduction, une seule fois.
- L'italique est rarement utilisé : mots en langue étrangère, titres d'œuvres, noms de bateaux, etc.
- Les citations ne sont pas en italique mais en corps de texte normal. Elles sont entourées par des guillemets français : « et ».
- Les listes à puces sont à éviter, des paragraphes rédigés étant largement préférés. Les tableaux sont à réserver à la présentation de données structurées (résultats, etc.).
- Les appels de note de bas de page (petits chiffres en exposant, introduits par l'outil «  Source ») sont à placer entre la fin de phrase et le point final[comme ça].
- Les liens internes (vers d'autres articles de Wikipédia) sont à choisir avec parcimonie. Créez des liens vers des articles approfondissant le sujet. Les termes génériques sans rapport avec le sujet sont à éviter, ainsi que les répétitions de liens vers un même terme.
- Les liens externes sont à placer uniquement dans une section « Liens externes », à la fin de l'article. Ces liens sont à choisir avec parcimonie suivant les règles définies. Si un lien sert de source à l'article, son insertion dans le texte est à faire par les notes de bas de page.
- La présentation des références doit suivre les conventions bibliographiques. Il est recommandé d'utiliser les modèles {{Ouvrage}}, {{Chapitre}}, {{Article}}, {{Lien web}} et/ou {{Bibliographie}}. Le mode d'édition visuel peut mettre en forme automatiquement les références.
- Insérer une infobox (cadre d'informations à droite) n'est pas obligatoire pour parachever la mise en page.

Pour une aide détaillée, merci de consulter Aide:Wikification.
Si vous pensez que ces points ont été résolus, vous pouvez retirer ce bandeau et améliorer la mise en forme d'un autre article.
 (mars 2023).
Si vous disposez d'ouvrages ou d'articles de référence ou si vous connaissez des sites web de qualité traitant du thème abordé ici, merci de compléter l'article en donnant les références utiles à sa vérifiabilité et en les liant à la section « Notes et références ».
L'espace germanophone est l'ensemble des régions du monde où les langues allemandes exercent leur influence, c'est-à-dire sont utilisées de manière active de jure ou de facto par les institutions, les habitants ou les minorités linguistiques. 
Il est majoritairement formé du continuum linguistique germanophone européen dont l'allemand standard constitue la langue véhiculaire ainsi que d'îlots germanophones en Europe centrale et de l'Est, reliquats du Drang nach Osten.
L'Allemagne, l'Autriche et la Suisse alémanique sont les pièces maîtresses de cet espace autour desquelles s'articulent le Luxembourg et le Liechtenstein. L'allemand standard est aussi une langue officielle en Belgique, en Italie et en Pologne. Il se trouve également des minorités germanophones en France, en Europe centrale et à travers le monde, dont les principales se trouvent au Brésil et en Argentine.
Par ses 100 millions de locuteurs natifs, l'allemand standard est la première langue d'Europe et de l'Union européenne. Cependant il est très peu parlé en dehors de ce continent, si ce n'est par quelques communautés en Amérique latine.
Le concept de Mitteleuropa est le pendant culturelle de l'espace germanophone que Jacques Le Rider décrit comme : « une représentation « géoculturelle » du rôle de la langue et des créations littéraires et intellectuelles allemandes dans cette région située au milieu de l'Europe. L'identité culturelle de cette autre Europe aura d'abord été définie par la littérature » ».
L'espace germanophone est présent en France en Alsace et Moselle germanophone, bien que la transmission de l'alsacien et des langues franciques, et a fortiori l'usage de l'allemand standard, aient connu une décroissance exponentielle depuis la Deuxième Guerre mondiale.

## Distributions des langues allemandes

### En Europe

#### Allemand standard comme langue officielle
L'allemand est une langue officielle dans 7 pays européens : en Allemagne, en Autriche, en Suisse, au Luxembourg, dans la province autonome de Bolzano en Italie, en Belgique et au Liechtenstein.
Le cas de la Suisse et du Liechtenstein est particulier car l'allemand standard n'y est utilisé que dans sa forme écrite et uniquement pour les documents officiels, mais pas dans la vie de tous les jours ; on parle de Schriftdeutsch (litt. « allemand écrit »). Les Suisses alémaniques et les habitants du Liechtenstein communiquent au quotidien dans différentes formes de l'alémanique réunies sous le concept de suisse allemand. La province autonome de Bolzano connait un contexte similaire avec le bavarois.

#### Zones germaniques en pays latins
La France et l'Italie comptent également de fortes communautés germanophones dont les plus emblématiques sont la province autonome de Bolzano dans la région du Trentin-Haut-Adige en Italie, où l'allemand est langue co-officielle, ainsi que l'Alsace (hors pays welche) et la Moselle germanophone en France, où l'allemand ne jouit d'aucun statut officiel.
La commune de Vallorcine dans les Alpes françaises, ainsi que les communes de Gressoney-La-Trinité, Gressoney-Saint-Jean et Issime dans la Haute vallée du Lys (Vallée d'Aoste) en Italie sont marquées par la culture walser.